# آرثر ليون
آرثر ليون (بالإنجليزية: Arthur Lyon)‏ هو مبارز بالسيف أمريكي، ولد في 1 أغسطس 1876 في نيويورك في الولايات المتحدة، وتوفي في 13 يونيو 1952 في سانتا مونيكا في الولايات المتحدة.

## وصلات خارجية
- آرثر ليون على موقع أوليمبيديا (الإنجليزية)